# Euphorbia lateriflora
Euphorbia lateriflora là một loài thực vật có hoa trong họ Đại kích. Loài này được Schumach. mô tả khoa học đầu tiên năm 1827.